# 鳥居徹也
鳥居 徹也（とりい てつや、1965年10月20日 - ）は、日本の教育関係者。東京都墨田区出身。慶應義塾大学法学部法律学科卒業。学校法人三橋学園『夏見台幼稚園・保育園』園主。

## 略歴・人物
1995年に勤務していたツムラを「物足りない」との理由で退社、親族が経営する学校法人三橋学園『船橋情報ビジネス専門学校』に入り、「企画広報室長」に就任。同年より、高等学校の生徒らを対象に「働く意味」を啓蒙する講演を千葉県からスタートさせる。1990年代半ば頃から「フリーター」が、2000年代に入ると「ニート」がそれぞれ社会問題として騒がれたことを受け、活動概要をまとめた小冊子を作成、東京や千葉の高校に送付したところ、「授業に使いたい」と注文が殺到。学校関係者の間で評判になる。2005年には文部科学省が講演に対する助成金を付与、『フリーター・ニートになる前に受けたい授業』と銘打って、小・中・高・大学などの各種学校の児童・生徒および保護者、並びに教員らを対象に講演を行っている。

## 「授業」の内容
正社員と「フリーター」の格差
鳥居は、定年までフリーターとして働き続けた場合と正社員として働き続けた場合を比べると、その生涯賃金の差はおよそ2億円になると主張する。生涯賃金の内訳は、大学卒3億円、短大卒2億8000万円、高校卒2億7000万円に対し、フリーターはおよそ5000万円。フリーターには基本的に退職金は無く、65歳以降は国民年金を頼りに生活せざるを得ないが、フリーターの多くは国民年金を納めていないため、保険料を納めていれば貰えるはずの国民年金およそ1200万円もゼロになると主張。従って、生涯賃金・退職金・年金を合わせた、生涯における正社員とフリーターの所得格差はおよそ3億円にも上るため、鳥居はこれを「フリーター3億円事件」と名付けている。また、医療費についても、風邪をひいた際の医療費が正社員はおよそ1500円に対して、健康保険料を支払っていないフリーターは、平均的なケースでおよそ5000円掛かる。さらに、諸経費を含めるとより高額になるので、「『ゴホン』といったら諭吉（1万円）が飛ぶ!」と主張している。
「フリーター」そのものへの偏見
鳥居は、一旦フリーターになると正社員として採用されにくい、あるいは戻りにくい現状がある。平成15年版の『国民生活白書』では、新卒時に正社員であった者の62.5%が現在も正社員であるのに対し、新卒時にフリーターであった者が、後に正社員になれたのは31.4%しかおらず、企業がフリーターの経歴がある者を正社員採用に消極的であることを裏付ける数字だとしている。鳥居は、「フリーター歴は“履歴書を汚す”のと同じだ」と主張している。

### 批判
- 鳥居の自説は、フリーターやニートの増加の要因として挙げられている「就職氷河期」の問題や、非正規労働者の「安い労働力」に依存している企業側の問題については一切言及しておらず、自己責任論で結論付けている。そのため、評論家の後藤和智をはじめ、鳥居の主張を訝しがる者も多いが、当の鳥居も、後藤の著書である『「ニート」って言うな!』の内容の誤りを指摘している[7]。この他に、自身を批判する人間は「サヨク系ばかり」と揶揄している[8]。

## 著書
- フリーター・ニートになる前に読む本（三笠書房、2005/6/30） ISBN 4837921515
- 親が子に語る「働く意味」（WAVE出版、2006/7/21） ISBN 4872902696
- フリーター・ニートにさせないキャリア教育の授業（学陽書房、2007/4） ISBN 4313651772